# Grand Prix Monaka 1972
Grand Prix Monaka 1972 (oficiálně XXX Grand Prix de Monaco) se jela na okruhu Circuit de Monaco v Monte Carlu v Monaku dne 14. května 1972. Závod byl čtvrtým v pořadí v sezóně 1972 šampionátu Formule 1.

## Závod
| Poř.   | No. | Jezdec               | Konstruktér    | Počet kol | Čas/Odstoupení | Pořadí na startu | Body |
| ------ | --- | -------------------- | -------------- | --------- | -------------- | ---------------- | ---- |
| 1      | 17  | Jean-Pierre Beltoise | BRM            | 80        | 2:26:55.3      | 4                | 9    |
| 2      | 6   | Jacky Ickx           | Ferrari        | 80        | + 38.2         | 2                | 6    |
| 3      | 8   | Emerson Fittipaldi   | Lotus-Ford     | 79        | + 1 kolo       | 1                | 4    |
| 4      | 1   | Jackie Stewart       | Tyrrell-Ford   | 78        | + 2 kola       | 8                | 3    |
| 5      | 15  | Brian Redman         | McLaren-Ford   | 77        | + 3 kola       | 10               | 2    |
| 6      | 16  | Chris Amon           | Matra          | 77        | + 3 kola       | 6                | 1    |
| 7      | 12  | Andrea de Adamich    | Surtees-Ford   | 77        | + 3 kola       | 18               |      |
| 8      | 26  | Helmut Marko         | BRM            | 77        | + 3 kola       | 17               |      |
| 9      | 21  | Wilson Fittipaldi    | Brabham-Ford   | 77        | + 3 kola       | 21               |      |
| 10     | 27  | Rolf Stommelen       | Eifelland-Ford | 77        | + 3 kola       | 25               |      |
| 11     | 3   | Ronnie Peterson      | March-Ford     | 76        | + 4 kola       | 15               |      |
| 12     | 20  | Graham Hill          | Brabham-Ford   | 76        | + 4 kola       | 19               |      |
| 13     | 5   | Mike Beuttler        | March-Ford     | 76        | + 4 kola       | 23               |      |
| 14     | 9   | Dave Walker          | Lotus-Ford     | 75        | + 5 kol        | 14               |      |
| 15     | 14  | Denny Hulme          | McLaren-Ford   | 74        | + 6 kol        | 7                |      |
| 16     | 4   | Niki Lauda           | March-Ford     | 74        | + 6 kol        | 22               |      |
| 17     | 23  | Carlos Pace          | March-Ford     | 72        | + 8 kol        | 24               |      |
| NC     | 2   | François Cevert      | Tyrrell-Ford   | 70        | Neklasifikován | 12               |      |
| Ret    | 22  | Henri Pescarolo      | March-Ford     | 58        | Nehoda         | 9                |      |
| Ret    | 7   | Clay Regazzoni       | Ferrari        | 51        | Nehoda         | 3                |      |
| Ret    | 11  | Mike Hailwood        | Surtees-Ford   | 48        | Nehoda         | 11               |      |
| Ret    | 19  | Howden Ganley        | BRM            | 47        | Nehoda         | 20               |      |
| Ret    | 10  | Tim Schenken         | Surtees-Ford   | 31        | Nehoda         | 13               |      |
| Ret    | 18  | Peter Gethin         | BRM            | 27        | Nehoda         | 5                |      |
| Ret    | 28  | Reine Wisell         | BRM            | 16        | Motor          | 16               |      |
| Zdroj: |     |                      |                |           |                |                  |      |

## Průběžné pořadí po závodě
Pohár jezdců
|        | Pořadí | Jezdec               | Body |
| ------ | ------ | -------------------- | ---- |
| 1      | 1      | Emerson Fittipaldi   | 19   |
| 1      | 2      | Jacky Ickx           | 16   |
| 1      | 3      | Denny Hulme          | 15   |
|        | 4      | Jackie Stewart       | 12   |
| 20     | 5      | Jean-Pierre Beltoise | 9    |
| Zdroj: |        |                      |      |

Pohár konstruktérů
|        | Pořadí | Konstruktér  | Body |
| ------ | ------ | ------------ | ---- |
| 1      | 1      | Lotus-Ford   | 19   |
| 1      | 2      | McLaren-Ford | 19   |
|        | 3      | Ferrari      | 19   |
|        | 4      | Tyrrell-Ford | 12   |
| 3      | 5      | BRM          | 9    |
| Zdroj: |        |              |      |